# Bučje (okręg rasiński)
Bučje (cyr. Бучје) – wieś w Serbii, w okręgu rasińskim, w gminie Trstenik. W 2011 roku liczyła 280 mieszkańców.